# فریگیت کلاس ویتبی
فریگیت کلاس ویتبی (به انگلیسی: Whitby-class frigate) یک کلاس از کشتی است که طول آن 360 ft (109.7 m) w/l می‌باشد.